# Гольшехр
Гольше́хр (перс. گل‌شهر‎) — небольшой город в центральном Иране, в провинции Исфахан. Входит в состав шахрестана Гольпайеган.

## История
Город возник в 2002 году путём объединения сельских населённых пунктов Варзане, Конджедджан, Филахос и Ведаг.

## География
Город находится в западной части Исфахана, на высоте 1774 метров над уровнем моря.
Гольшехр расположен на расстоянии приблизительно 140 километров к северо-западу от Исфахана, административного центра провинции и на расстоянии 248 километров к юго-юго-западу от Тегерана, столицы страны.

## Население
По данным переписи, на 2006 год население составляло 9 966 человек.